# Fabien Clavel
Pour les articles homonymes, voir Clavel.
Œuvres principales
- Feuillets de cuivre
- L'Apprentie de Merlin
- Décollage immédiat
- La Dernière Odyssée
- Les Gorgonautes

Fabien Clavel, né en 1978 à Paris, est un auteur français de romans et de jeux de rôle. Il s’intéresse aussi au thriller et aime revisiter les mythes classiques. Il est également essayiste et traducteur entre différentes variantes du français.

## Biographie
Fabien Clavel est né à Paris en 1978. Il est le frère du réalisateur Benjamin Clavel. Après avoir vécu à Pierrefonds (Oise), il a suivi des études de lettres classiques à Paris.
Tout en collaborant à divers jeux de rôle et au magazine Casus Belli, il publie, en 2002, aux éditions Mnémos, une série de romans inspirée du jeu Nephilim, avant de se consacrer à ses propres univers.
Parallèlement, en 2007, il se lance dans la littérature jeunesse aux éditions Mango, à la fois en fantasy et en science-fiction.
Sa série La Dernière Odyssée a été récompensée par deux prix.
Après avoir vécu en Hongrie entre 2007 et 2011, où il a enseigné le français et le latin au lycée français de Budapest, il est revenu en France, où il donne des cours de français, de latin et de littérature et société au lycée Julie-Victoire Daubié à Argenteuil jusqu'en 2019.
Il a été juré du prix Bob-Morane de 2015 à 2016. Il a également été contributeur, avec Isabelle Périer, de la chronique « Antiquité et imaginaire » pour le site La Vie des Classiques.

### Romans adultes
- Nephilim. L'Hepta (intégrale), Mnémos, 2002-2003. Mnémos, 2012. Hélios, 2016. Mnémos, 2020.
- Les Légions dangereuses, Mnémos, 2004. Hélios, 2013.
- L’Antilégende, Mnémos, 2005.
- La Cité de Satan, Mnémos, 2006.
- Requiem pour Elfe noir (sous le pseudonyme de John Gregan), Mnémos, 2008.
- Homo Vampiris, Mnémos, 2009. Hélios, 2014.
- Le Châtiment des Flèches, Pygmalion, 2010. J'ai lu, 2012.
- Furor, Nouveaux Millénaires, 2012. J'ai lu, 2013.
- L’Évangile cannibale, ActuSF, 2014. Hélios, 2018.
- Feuillets de cuivre, ActuSF, 2015. Éditions Libretto, 2017. ActuSF, 2021. Hélios, 2024.
- Les Héritiers, ActuSF, 2021. Hélios, 2023.
- Compagnons, Fayard, 2022. Le Livre de poche, 2024.
- La Niréide, Mnémos, 2022.
- Abyss. Le Trône vide, Mnémos, 2024.

### Romans jeunes adultes
- Le Miroir aux vampires
  1. Le Miroir aux vampires, Baam !, 2011.
  2. La Légion des Stryges, Baam !, 2011.
  3. Le Pouvoir des Psylles, Baam !, 2012.
- Les Adversaires, Le Pré aux clercs, coll. Pandore, 2012.
- D'après La Traviata, Gulf Stream Éditeur, coll. Prélude, 2022.
- Salicornia
  1. L'Ordre du Vampire, Gulf Stream Éditeur, 2023.
  2. Le Chant des Banshees, Gulf Stream Éditeur, 2024.
  3. L'Exil des Elfes, Gulf Stream Éditeur, 2024.
- Légendes des mondes d'Aria
  1. Le Serment des runes, Nathan, 2024.
  2. La Confrérie sans nom, Nathan, 2025.
- Cerveau de verre, Nathan, 2025

### Romans jeunesse
- La Dernière Odyssée (repris dans La Niréide, Mnémos, 2022)
  1. La Dernière Odyssée, Mango, 2007. Flammarion, 2012.
  2. Les Gorgonautes, Mango, 2009.
- L’Océan des Étoiles, Mango, 2008.
- Soleil des Abysses, Mango, 2010.
- L'Apprentie de Merlin
  1. Le Dragon et l'Épée, Mango, 2010.
  2. L'Ogre et le Bouclier, Mango, 2011.
  3. La Fée et le Bâton, Mango, 2012.
  4. La Sorcière et la Coupe, Mango, 2013.
- La trilogie Lana Blum
  1. Décollage immédiat, Rageot-Thriller, 2012. Rageot-Heure Noire, 2019.
  2. Nuit blanche au lycée, Rageot-Thriller, 2013. Rageot-Heure Noire, 2019.
  3. Captive, Rageot-Thriller, 2015. Rageot-Heure Noire, 2019.
- Métro Z, Rageot-Thriller, 2014.
- Le Choix de Bérénice, Rageot, 2015.
- Ce stage était vraiment mortel, Scrineo, 2015.
- Panique dans la mythologie (illustrations de Sébastien Pelon)
  1. L'Odyssée d'Hugo, Rageot, 2016.
  2. Hugo contre le Minotaure, Rageot, 2016.
  3. Hugo et le Cheval de Troie, Rageot, 2017.
  4. Hugo et la Toison d'or, Rageot, 2017.
  5. Hugo face au Sphinx, Rageot, 2019.
- Asynchrone, Lynks, 2017.
- Les Vigilantes
  1. Le Foyer, Rageot, 2017.
  2. La Flamme, Rageot, 2018.
- Les Aventures du chevalier Silence (illustrations de Donatien Mary), Flammarion, 2019.
- Nixi Turner et les Croquemitaines (illustrations de Mina M)
  1. Baba Yaga, Éditions du Chat noir, coll. Chatons hantés, 2019.
  2. La Goule, Éditions du Chat noir, coll. Chatons hantés, 2019.
  3. Le Père Fouettard, Éditions du Chat noir, coll. Chatons hantés, 2020.
  4. Le Marchand de Sable, Éditions du Chat noir, coll. Chatons hantés, 2020.
  5. Le Roi des Aulnes, Éditions du Chat noir, coll. Chatons hantés, 2020.
- Le Monde de Lléna, Rageot, 2020.
- Le Centre, Rageot, 2020.
- L'Espionne de l'Olympe (illustrations de Miss Paty)
  1. Opération Cheval de Troie, Rageot, 2021.
  2. Trop fort, le Minotaure !, Rageot, 2021.
  3. Au travail, Hercule !, Rageot, 2022.
  4. Pas d'excuse pour Méduse !, Rageot, 2023.
- La Revanche des méchants, Fleurus, 2022.
- Les Orphelins du rail, Rageot, 2022.
- Les Enfants du Préventorium, Fleurus, 2022.
- Torbellino, un vent de liberté, Gulf Stream Éditeur, coll. Étincelles, 2023.
- Kaijū-San (illustrations de Charles Deroo)
  1. Le monstre attaque !, Fleurus, coll. Moustik, 2023.
  2. Unité Force K, Fleurus, coll. Moustik, 2024.
- La Dernière Vestale, ActuSF, 2023.
- Les Secrets d'Evi Lupin (illustrations de Daphné Collignon)
  1. L'Héritage empoisonné, Rageot, 2024.
  2. Le Coffre aux diamants, Rageot, 2025.
- Guillaume ou le Chevalier au loup (illustrations de Gustave Auguste), Flammarion, 2024.

### Bande dessinée
- Panique dans la mythologie (scénario : Maxe L'Hermenier / Fabien Clavel ; dessin : Antoine Brivet ; couleurs : Franck Perrot)
  1. L'Odyssée d'Hugo, Jungle, 2021.

### Scénario de court-métrage
- Win-Win (réalisation : Benjamin Clavel ; scénario : Benjamin Clavel, Zarka et Fabien Clavel), 2023.

### Albums
- Le Monstre plat (illustrations de Xan Harotin), Les Petites Bulles, 2018.
- L'École des héros (illustrations de Mathieu Demore)
  1. Hercule, jamais ne recule, Splash!, 2024.
  2. Médée, qui peut tout incendier, Splash!, 2024.
- Ysé, la fille-fleur (illustrations de Miss Patty), Fleurus, 2024.
- Xabi et les machines (illustrations de Miss Patty), Fleurus, 2024.
- Waki, le chaton de la sorcière (illustrations de Miss Patty), Fleurus, 2024.

### Essai
- Buffy. Baroque épopée, Mnémos, 2023.

### Albums documentaires
- Chevaliers de la Table ronde (illustrations d'Annette Marnat), Fleurus, 2015.
- Héros de la mythologie grecque (illustrations de Benjamin Bachelier), Fleurus, 2016. Repris dans Dieux et Héros de la mythologie grecque (avec Viviane Koenig, illustrations de Benjamin Bachelier et Nicolas Duffaut), Fleurus, 2018.
- La Guerre de Troie (illustrations de Sara Quod), Fleurus, 2017.

### Nouvelles
- Entretien avec un maudit, Vision-Ka, no 4, 2002, p.40-44. Reprise in Nephilim. L'Hepta (intégrale), Mnémos, 2020.
- Les Déterrés in Solstice Anthologie. Volume 1 : Facettes d’imaginaire, Mille Saisons, 2007.
- Les Trois vies de Laszlo Chim in Mélampous, no 10, 2007.
- La Vengeance du Dieu-Hêtre in Solstice Anthologie. Volume 2 : Crimes en Imaginaire, Mille Saisons, 2008. Reprise in Feuillets de cuivre, ActuSF, 2015.
- Ben in Galaxies, Hors-série, no 41, 2009.
- Le Printemps des Murailles in Galaxies, Nouvelle série, no 7, 2009. Reprise in Dimension Galaxies Nouvelles. Tome 1, Rivière Blanche, 2015.
- Chamane in Magiciennes et sorciers, Mnémos, 2010. Reprise in Dimension Moyen Âge, Rivière Blanche, 2015.
- Retour sur investissement in N'Autre école, no 27, 2010.
- Saturnalia, sur le site Reims Destination Noël, 2010. Reprise in Contes d'hiver, Elenya Éditions, 2021.
- L'Enclave in Borders, CDS Éditions, 2011.
- Le Musée de soi-même in Muséums, Malpertuis, 2011.
- Une Aventure de Don Juan in Dimension de capes et d'esprits. Tome 2, Rivière Blanche, 2011.
- Sur un fragment perdu du Satyricon in Fragments d'une Fantasy antique, Mnémos, 2012.
- L'ugraphiste in Iudicium indoctum, Philologicum, 2012.
- Philyra in ArtBook Raconté, La Porte Littéraire, 2013.
- Mort en deux temps in Dimension Nécropolice, Rivière Blanche, 2013.
- Libera me in Elfes et Assassins, Mnémos, 2013.
- Anthropolycie in Cœurs de loups, Riez, 2013.
- Quand les clowns en treillis font gémir la musique in Virus, Griffe d'Encre, 2013.
- Tourbillon aux Trois Ponts d'or in Montres enchantées, Éditions du Chat Noir, 2014. Reprise in Feuillets de cuivre, ActuSF, 2015.
- Lancelot-Dragon in Lancelot, ActuSF, 2014.
- Cénotaphe, in En dessous, Parchemins & Traverses, 2014.
- Comment le dieu vint à Julien, in Dimension antiquité, Rivière blanche, 2014.
- Du débriefing zombiesque en 7 étapes, in Zombies et autres infectés, Griffe d’Encre, 2014.
- Outis émoï onoma, in Ex machina, Elenya Éditions, 2014.
- Regarde les éoliennes, in Le réchauffement climatique et après..., Éditions Arkuiris, 2014.
- La Fille qui fut promise au Dieu-Serpent, in Légendes d'Afrique, Elenya Éditions, 2015.
- Un léger décalage in Galaxies, Nouvelle série, no 36, 2015.
- Cheval-vapeur in Mon cheval, mon espoir, Rageot, 2015.
- Rome n'est plus dans Rome in Dimension New York. Tome 1, Rivière Blanche, 2015.
- Versus in Utopiales 15, ActuSF, 2015.
- La Fille de l'air in Le voyage féerique de Jules, Érato-Éditions, 2015.
- Les Nocturnes in Le Vampire des Origines. Livre I, Lune-Écarlate Éditions, 2015.
- Les portes qui ne donnent sur rien, in Le nucléaire et après..., Éditions Arkuiris, 2016.
- L’Œuvre de chair in Dimension sexe, Rivière Blanche, 2016.
- Quitter Charybde in Légendes abyssales, Mythologica, 2016.
- Priape le rouge in Nouvelles héroïques, Ragami, 2016.
- Mais qui prendra soin de Rita Tower ? in Dimension Super-Héros 3, Rivière Blanche, 2016. Traduction anglaise : Who Will Take Care of Rita Tower ?, in Tales of the Hexagonverse 1 (traduction de Michael Shreve), Black Coat Press, 2020.
- Deux fois vainqueur traverser l'Achéron in Antiqu'idées, ImaJn'ère, 2016.
- Ex machina in La Tête en l'ère, no 35, 2016.
- Entre au vrai royaume des enfants de Cham in Rêves d'Afrique, Voy'el, 2016.
- Adultère, in L'art de séduire, Éditions Arkuiris, 2016.
- L’œuvre des spectres, in Nu sur le balcon, Séma Éditions, 2016.
- La Journée des quatre empereurs in Dimension Cités italiennes, Rivière Blanche, 2016.
- L'Homme fractal, in Quantpunk, Realities Inc., 2016.
- Le Parfum de la dame en gris, in Dimension Merveilleux scientifique 2, Rivière blanche, 2016.
- Rêve d'Iskandra, in Contes d'Écryme, Mnémos & Matagot, 2017.
- Regina viarum, via reginarum, in Dimension Routes de légendes, légendes de la route, Rivière blanche, 2017.
- Discours portant sur la sensibilité des plantes, in Les OGM et après..., Éditions Arkuiris, 2017.
- Urjöntaggur in La Clé d'argent des contrées du rêve, Mnémos, 2017.
- Sans que rien manque au monde in Bal masqué, Éditions du Chat Noir, 2017.
- Fils du Corbeau, Fils du Dragon, in Dimension Renaissance et Temps Modernes, Rivière blanche, 2017.
- Je ferai le jour, tu feras la nuit, in Dyrméa, Elenya Éditions, 2017.
- Je suis le bois qu'on mâche, in Légendes d'Océanie, Évidence Éditions, 2017.
- Le Secret d'Altotas in Dimension Super-Héros 4, Rivière Blanche, 2018. Traduction anglaise : The Secret of Altotas, in Tales of the Hexagonverse 4 (traduction de Michael Shreve), Black Coat Press, 2022.
- Rêvons c'est l'heure in Galaxies, Nouvelle série, no 52, 2018.
- Regarder le sillage et ne daigner rien voir, in Dimension Merveilleux scientifique 4, Rivière blanche, 2018. Reprise in Les Trésors du Merveilleux Scientifique, Rivière Blanche, 2024.
- Le Dragon, la Mort et le Chevalier, in Dracones, Elenya Éditions, 2018.
- La Marche d'Almeria, in Dimension Uchronie 1, Rivière blanche, 2019.
- Le Fouet de feu, in Dimension Époque contemporaine, Rivière blanche, 2019.
- Puisque cette page est blanche, in Dimension Uchronie 3, Rivière blanche, 2019.
- Ce parti dangereux qui fait grâce, in Khymeïa, Elenya Éditions, 2019. Reprise in A l'assaut du ciel. Anthologie d'imaginaire communard, La Clef d'Argent, 2021.
- Fides in Galaxies, Nouvelle série, no 63, 2019.
- La Rue noire in Légendes des Nephilim, Mnémos, 2020.
- Théo et la cité foudroyée in Science et Vie junior, Hors-série no 149, septembre 2021.
- Le Fantôme du Panthéon et L'Enfant printemps et le vieillard hiver in Contes d'hiver, Elenya Éditions, 2021.
- La Corde et le Ciel in Les Histoires filantes..., SAVC, 2022.
- La Part des flammes, in Tous aux abris !, Realities Inc., 2022.
- L'Escape game suprême in Science et Vie junior, Hors-série no 156, novembre 2022.
- La Terre, c'est... (collectif, illustrations de Jack Koch), Fleuve Éditions, 2022.
- Au cœur de l'Oïkoumène, in Réseaux sociaux & numériques dans le futur, Éditions Arkuiris, 2023.
- La Piste du Serpent, in 13 Chevauchées dans l'ouest étrange, La Clef d'Argent, 2023.
- Le Dit des deux conteuses in Textes de l'Art, ImaJn'ère, 2024.
- Outreciel in Je Bouquine, no 498, août 2025.

## Ludographie

### Jeu de société
- Scriptoria (illustrations de Philippe Mompas), Éditions du Lion Vert, 2023.

### Livres-jeux
- Mission Pompéi (illustrations de Gaël Lannurien), Fleurus, 2017.
- Unlock! Les Escape Geeks (illustrations de Gilbert Han)
  1. Échappe-toi des catacombes, Rageot, 2020.
  2. Échappe-toi du cimetière, Rageot, 2021.
  3. Échappe-toi du musée, Rageot, 2021.
  4. Échappe-toi du donjon, Rageot, 2022.
  5. Échappe-toi du labyrinthe, Rageot, 2023.
  6. Échappe-toi de la prison, Rageot, 2024.
- Zombie Kidz (illustrations de Jonathan Aucomte)
  1. Sauve ton école, Rageot, 2023.
  2. Sauve ton quartier, Rageot, 2024.
  3. L'Attaque des zombies, Rageot, 2025.
- Mission Zeus (illustrations de Cyril Nouvel), Fleurus, 2023.
- La Ballerine disparue (illustrations de Coralie Muce), Fleurus, 2024.
- Unlock! Kids (illustrations d'Olivier Danchin)
  1. Mission Pyramide, Rageot, 2024.
  2. Mission Mythologie grecque, Rageot, 2025.
- Meurtre au Louvre (illustrations de Coralie Muce), Fleurus, 2025.

### Scénarios
- Unlock! Les Escape Geeks - Échappez-vous de la tour Eiffel (illustrations d'Auren), Space Cowboys, 2022.
- Bienvenue à Mysteria Lane in Suspects - Adèle et Neville, reporters détectives (un jeu de Guillaume Montiage), Studio H, 2023.

### Jeux de rôle
- Gamme Nephilim
  - « Soma Abscondita » in Nephilim : Révélation, Les Arcanes mineurs, Sébastien Célerin et Frédéric Weil (dir.), Multisim, 2002, p.236-237.
  - « Soma abscondita », Casus Belli, no 13, 2002, p.54-62.
  - Nephilim : Révélation, Les Atlantéïdes (avec Florent Cautela), Multisim, 2003.
- Gamme Khaos 1795
  - Khaos 1795 (avec Anthony Boursier, Florent Cautela, Sébastien Célerin, Claude Guéant, Grégoire Laakmann et Franck Plasse), Anthony Boursier et Franck Plasse (dir.), Les XII Singes, 2008.
- Gamme Les Héritiers
  - Les Héritiers. Aventures féériques à la Belle Époque (avec Nicolas Bernard, Vincent Blanchard, Grégory Lemonnier, Éric Paris et Isabelle Périer), Département des sombres projets, 2021.
  - Les Héritiers. Arcanes & Faux-Semblants (avec Nicolas Bernard, Grégory Lemonnier, Éric Paris et Isabelle Périer), Département des sombres projets, 2021.
  - Les Héritiers. Pékin à fées et à sang, Département des sombres projets, 2021.
  - Les Héritiers. Londres 1900 (avec Grégory Lemonnier et Isabelle Périer), Département des sombres projets, 2021.
  - Les Héritiers. Les Dieux perdus (avec Nicolas Bernard, Vincent Blanchard, Marie-Charlotte Damasco et Grégory Lemonnier), Département des sombres projets, 2024.

## Publications diverses

### Éditions parascolaires
- Fabrice Colin, La Fin du Monde, Mango Jeunesse, 2009 (fiche pédagogique)[7].
- Pierre Bordage, Nouvelle vie™ et autres récits, Flammarion-Étonnants Classiques, 2011 (présentation, notes et dossier).
- Maurice Leblanc, L’Aiguille creuse, Flammarion-Étonnants classiques, 2012 (présentation, notes et dossier).
- Émile Gaboriau, Le Petit Vieux des Batignolles, Flammarion-Étonnants Classiques, 2012 (présentation).
- Kressmann Taylor, Inconnu à cette adresse, Flammarion-Étonnants classiques, 2012 (présentation, notes et dossier) (avec Claire Joubaire).
- Émile Zola, Comment on meurt, Flammarion-Étonnants Classiques, 2012 (présentation, notes et dossier).
- Émile Zola, Comment on se marie, Flammarion-Étonnants Classiques, 2012 (présentation et dossier).
- Stefan Zweig, Le Joueur d'échecs, Flammarion-Étonnants Classiques, 2013 (présentation, notes et dossier).
- Reif Larsen, L'Extravagant Voyage du jeune et prodigieux T. S. Spivet, Le Livre de Poche, 2013 (entretien avec Jean-Pierre Jeunet).
- Aventures du baron de Münchhausen, Flammarion-Étonnants Classiques, 2016 (présentation, notes et dossier).
- Héros qui comme Ulysse (anthologie), Flammarion-Étonnants Classiques, 2016 (présentation, choix des textes, notes et dossier) (avec Isabelle Périer).
- Rêver le progrès (anthologie), Flammarion-Étonnants Classiques, 2017 (présentation, choix des textes, notes et dossier) (avec Isabelle Périer).
- Victor Hugo, Hernani, Flammarion-Étonnants Classiques, 2018 (présentation, notes et dossier) (avec Romain Egret).
- George Langelaan, La Mouche - Temps mort, Flammarion-Étonnants Classiques, 2019 (édition de Frédéric Maget) (mise à jour de l'édition) (avec Samuel Miloux).
- Jules Verne, Voyage au centre de la Terre, Flammarion-Étonnants Classiques, 2019 (présentation, notes et dossier) (avec Lauriane Jumel).
- Lyman Frank Baum, Le Magicien d'Oz, Flammarion-Étonnants Classiques, 2020 (édition de Jean-Philippe Taboulot) (mise à jour de l'édition).
- Guy de Maupassant, Boule de suif et autres nouvelles réalistes, Flammarion-Étonnants Classiques, 2021 (édition de Nathalie Meyniel) (mise à jour de l'édition).
- Victor Hugo, Écoutez le rêveur... (anthologie), Flammarion-Étonnants Classiques, 2022 (présentation, choix des textes, notes et dossier).
- Guillaume ou le Chevalier au Loup, Flammarion-Étonnants Classiques, 2024 (appareil pédagogique)

.

### Articles et mémoires
- Aspects du résidu organique dans le roman pétronien (dir. Jean-Christian Dumont), Université Paris Nanterre (mémoire de maîtrise ès lettres classiques), 2000, 119 p.
- Corps et personnages dans le Satyricon (dir. Jean-Christian Dumont), Université Paris Nanterre (mémoire de DEA en lettres classiques), 2003, 130 p.
- « De la paralittérature », Le Cafard cosmique, 2010[8].
- « Y a-t-il une place pour la mythologie gréco-latine dans la fantasy ? », in Panorama de la fantasy et du merveilleux (dir. André-François Ruaud), Les Moutons électriques, 2015, p.22-27. Hélios, 2018, p.19-23.
- « Victor Hugo, la dernière chance de l’épopée romantique », in Panorama de la fantasy et du merveilleux (dir. André-François Ruaud), Les Moutons électriques, 2015, p.106-111. Hélios, 2018, p.103-108.
- « L'homme qui rêvait d'être une fenêtre », in Gustave Flaubert, Voyage en Orient, Les Moutons électriques, 2017, p.507-516.
- « Cavernes et mondes souterrains », « Éléments » et « Nuit » in Dictionnaire de la fantasy (dir. Anne Besson), Vendémiaire, 2018.

### Presse spécialisée jeu de rôle
- « Frenchy Space Op » (entretien avec Ludovic Albar), Casus Belli, no 17, 2003, p.25.
- « Le Privé polymorphe », Casus Belli, no 19, 2003, p.14-15.
- « Les Meilleurs des mondes », Casus Belli, no 22, 2003, p.18-19.
- « Trois amours de Don Juan », Casus Belli, no 28, 2004, p.80-82.
- « Jeu est un autre », Casus Belli, no 29, 2005, p.20-21.
- « 2024. 30 ans après », Casus Belli, no 29, 2005, p.80-82.
- « Promo sur les morts-vivants ! », Casus Belli, no 30, 2005, p.80-82.
- « Le Bâtard et l’Enfant trouvé », Casus Belli, no 31, 2005, p.80-82.
- « Jules Verne et la matière à rêve », Casus Belli, no 32, 2005, p.16-17.
- « L’Eternel Nemo », Casus Belli, no 32, 2005, p.80-82.
- « Modèle 007 ou l’espion qui jouait », Casus Belli, no 34, 2005, p.19.
- « Harry Potter et l’ordre du rôliste », Casus Belli, no 35, 2006, p.14-15.
- « La Fantasy urbaine. Un gobelin dans la ville », Casus Belli, no 35, 2006, p.18.
- « La Légende du couvent maudit » (avec Syn), Casus Belli, no 35, 2006, p.80-82.
- « La Foire aux monstres » (avec Syn), Casus Belli, no 36, 2006, p.13-15.
- « La Recherche de nouveaux monstres » (avec Syn), Casus Belli, no 36, 2006, p.16.
- « L’Histoire dans la peau », Jeu de Rôle magazine, no 28, novembre 2014, p.111-113.
- « Haute tension à Fishpond », Jeu de Rôle magazine, no 28, novembre 2014, p.114.
- « La grotte de Protée », Jeu de Rôle magazine, no 31, automne 2015, p.98-99.
- « Auctor in fabula », Jeu de Rôle magazine, no 36, automne 2016, p.106-110.
- « Trois Héritiers », Jeu de Rôle magazine, no 48, hiver 2020, p.20-26 (avec Jean-Luc Boukhari et Grégory Lemonnier).

## Traductions

### Traductions en français contemporain conventionnel
- Guillaume ou le Chevalier au loup, Flammarion-Étonnants Classiques, 2024 : traduction depuis l'ancien français du roman anonyme en vers du XIIIe siècle Guillaume de Palerne, et rédaction de l'appareil pédagogique.

### Traductions en françaisFALC
- L'Odyssée d'Hugo (illustrations d'Antoine Brivet), Kiléma Éditions, 2023 : traduction de son propre roman de 2016 Panique dans la mythologie : L'Odyssée d'Hugo.
- L'avare (illustrations d'Olivier Fontvieille), Kiléma Éditions, 2024 : traduction de L'Avare de Molière.

## Prix et distinctions
- Prix Aslan de la ville de Liévin 2007 (roman jeunesse) pour La Dernière Odyssée.
- Prix Imaginales 2009 (roman jeunesse) pour Les Gorgonautes.
- Prix Val Cérou 2013 pour L'Apprentie de Merlin. Tome 1 : Le Dragon et l’Épée.
- Grand prix des Jeunes Lecteurs de Casablanca 2013 pour Décollage immédiat.
- Prix Frissons du Vercors 2013 pour Décollage immédiat.
- Prix des lecteurs adolescents du Vésinet 2013 pour Décollage immédiat.
- Prix littéraire des collégiens de l’estuaire 2013 (4e-3e) pour Décollage immédiat.
- Prix Passez la cinquième 2013 pour Décollage immédiat.
- Prix Gavroche (Rueil-Malmaison) 2013 pour Décollage immédiat.
- Prix Romanphiles 2013 pour Décollage immédiat.
- Prix Narisomé des collégiens de Mayotte 2014 pour Décollage immédiat.
- Prix des Incorruptibles 2014 (5e-4e) pour Décollage immédiat.
- Prix Saint-Maur en poche 2013 (ados) pour Nuit blanche au lycée.
- Prix littéraire du roman ados Ramdam 2014 pour Nuit blanche au lycée.
- Prix Polar Jeunesse des collégiens 2014 pour Nuit blanche au lycée.
- Prix Gayant Lecture 2015 pour Nuit blanche au lycée.
- Vampires & Sorcières Award 2015 (ouvrage de science-fiction) pour Feuillets de cuivre.
- Prix Elbakin.net 2016 (meilleur roman fantasy français) pour Feuillets de cuivre.
- Prix Livraddict 2016 (catégorie SF) pour Feuillets de cuivre.
- Prix Imaginales 2017 (roman jeunesse) pour L'Odyssée d'Hugo.
- Prix des collégiens de Haute-Corse 2019 « Libri Sparti » pour Hugo et le cheval de Troie.
- Prix Rôliste 2021 (Univers) pour Les Héritiers. Aventures féériques à la Belle Époque.
- Prix Saint-Exupéry[9] 2022 (roman) pour Les Orphelins du Rail.
- Prix Gavroche (Rueil-Malmaison) 2023 pour Les Orphelins du Rail.
- Prix Gavroche (Mûrs-Érigné et Ponts-de-Cé) 2023 pour Les Orphelins du Rail.
- Prix littéraire jeunesse des Grandes Terres 2024 pour Les Orphelins du Rail.
- Prix des Dévoreurs de livres 2024 (3e) pour D'Après la Traviata.
- Prix Littérature Jeunesse Antiquité[10] 2025 (CM1-CM2-6e) pour Mission Zeus.